# (905) Университас
(905) Университас (лат. Universitas) — астероид главного пояса, который принадлежит к светлому спектральному классу S и входит в состав семейства Флоры. Он был открыт 30 октября 1918 года немецким астрономом Фридрихом Швассманом в Гамбургской обсерватории и назван в честь Гамбургского университета, в котором учился первооткрыватель.

Орбита астероида Университас и его положение в Солнечной системе
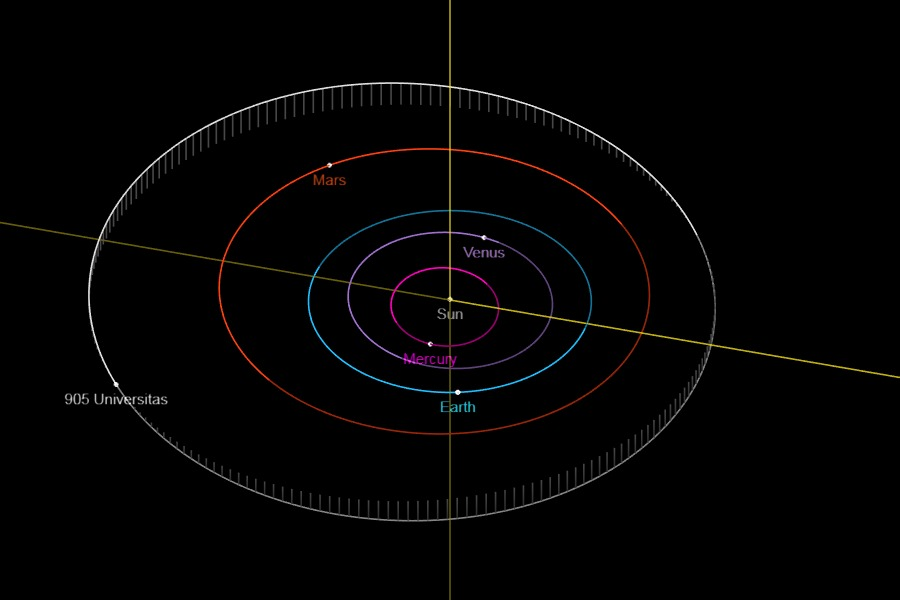